# Invasie van Sumatra in 1942
De invasie van Sumatra duurde van 14 februari tot 28 maart 1942. Daarbij veroverde het Japanse Keizerlijke Leger het grootste eiland van Nederlands-Indië.

## Achtergrond
Na de Japanse aanval op Pearl Harbor had Nederland de dag daarop aan Japan de oorlog verklaard. Nederlands-Indië was vanwege de aanwezigheid van grondstoffen een aantrekkelijk doelwit voor Japan. De oorlog begon met de Japanse landing op Borneo op 17 december 1941. Het was echter duidelijk dat andere eilanden spoedig zouden volgen.
Vanaf begin 1942 werd begonnen met de voorbereiding van de verdediging. In Atjeh en Oostkust (Noord-Sumatra) lag het Territoriaal Commando sinds 1936 in handen van kolonel Vic Gosenson. Begin februari werd majoor-generaal Roelof Overakker overgeplaatst van Oost-Java naar Midden-Sumatra en kreeg daar de militaire leiding. Op Zuid-Sumatra had luitenant-kolonel L.N.W. Vogelsang het voor het zeggen.
De verdediging van Sumatra was – zoals eigenlijk overal in de archipel – zwak georganiseerd. Het was duidelijk dat zij weinig kans hadden tegen het Japanse leger. Vanwege bezuinigingen beschikte het Koninklijk Nederlands-Indisch Leger (KNIL) over weinig moderne wapens. Kort voor de oorlog uitbrak werden zogeheten vernielingparties georganiseerd. Dit waren Indonesische burgers die als taak hadden belangrijke bruggen, wegen, olieraffinaderijen en andere steunpunten te vernietigen voordat zij in handen zouden vallen van de Japanners. Omdat een groot aantal vp's vroegtijdig naar Java werden overgeplaatst, omdat de strijd daar ook was losgebarsten, konden zij weinig uitrichten op Sumatra.

## Gevechten

### Slag om Palembang
De strijd om Sumatra begon met de Slag om Palembang. Palembang was vanwege de aanwezigheid van een olieraffinaderij een strategisch belangrijke plek. De geallieerde strijdkrachten hadden hun luchtverdediging daar gecentreerd rond twee vliegvelden. De Royal Australian Air Force stationeerde 40 Bristol Blenheim-bommenwerpers en 35 Lockheed Hudsons op het eiland. Later volgde nog andere vliegtuigen van de Britse, Australische en de Nieuw-Zeelandse luchtmacht. Het KNIL had ongeveer tweeduizend man rond de vliegvelden gelegerd.
De eerste Japanse luchtvallen vonden plaats op 6 februari. In de ochtend van 13 februari stuitte het Britse schip HMS Li Wo onder leiding van luitenant Thomas Wilkinson op het Japanse invasiekonvooi. Ondanks de lichte bewapening opende het schip de aanval en zette een van de Japanse transportschepen in lichter laaien, terwijl verschillende andere beschadigd raakten. Toen de munitie na 90 minuten op was gaf Wilkinson de opdracht het dichtstbijzijnde transportschip te rammen, voordat zijn eigen schip door Japans vuur werd vernietigd.
Terwijl geallieerde vliegtuigen de Japanse invasievloot aanvielen, wierp de Japanse luchtmacht op 13 februari, een paar honderd parachutisten af. Honderdtachtig Japanners landen tussen Palembang en Pangkalan Benteng en meer dan 90 ten westen van de olieraffinaderij in Pladju. Twee uur na de eerste landing werden nog eens 60 parachutisten gedropt in de buurt van het vliegveld. Zij slaagden er niet in om het vliegveld in te nemen, de olieraffinaderij viel wel onbeschadigd in hun handen. Een gehaaste tegenaanval van leden van de Landstorm en luchtafweertroepen had in zoverre succes dat het complex weer werd ingenomen. Van de vooraf geplande vernietiging van de raffinaderij in het geval van een Japanse aanval kwam weinig meer terecht.
Vanuit ABDACOM, de gemeenschappelijke geallieerde commandostructuur, kregen alle geallieerde vliegtuigen de opdracht uit te wijken naar Java, waar een grote Japanse aanval werd verwacht. Ander militair personeel werd via Oosthaven geëvacueerd richting Java of Brits-Indië. Dat betekende de feitelijke val van Palembang.

### Strijd op Midden-en Noord-Sumatra
Op Midden-Sumatra vond majoor-generaal Overakker, die beschikte over ongeveer 2500 tot 3000 KNIL-soldaten, dat hij te weinig manschappen had om zowel de oost- als westkust van het eiland te verdedigen. Hij besloot daarom zijn troepen te concentreren aan de westkust en dan langzaam terug te trekken op Emmahaven en Pedang om daar de havens te verdedigen. Gosenson op Noord-Sumatra had slechts de beschikking over zo'n duizend soldaten.
Gebeurtenissen waar de Nederlanders op Sumatra geen invloed op hadden waren bepalend voor hun lot. Tijdens de verschillende zeeslagen werd het grootste deel van de geallieerde vloot vernietigd. Op Java, het belangrijkste eiland van de archipel, werd het KNIL overlopen door de Japanners. Op 9 maart gaf zij zich over onder leiding van luitenant-generaal Hein ter Poorten. Op Sumatra hadden majoor-generaal Overakker en kolonel Gosenson van tevoren al afgesproken om door te vechten in het geval van capitulatie. Het plan was om zich terug te trekken in de Alasvallei,een woest bergachtig gebied bij Blangkedjeren, en van daaruit een guerrilla-oorlog te beginnen.
Zeker in een Atjeh hadden de Nederlanders, onder meer tijdens de Atjehoorlog, veel vijanden gemaakt. De Japanse majoor Fujiwari Iwaiwchi had in december 1941 in Malakka een nationalistische organisatie opgericht, die nu de Nederlanders actief tegenwerkte. Bovendien moesten de troepen die vanuit het zuiden kwamen lange afstanden afleggen. Het lukte daarom maar weinig KNIL-soldaten om de vallei te bereiken.
De eerste Japanners, behorende tot het 25e Leger, zette op 12 maart voet aan wal op Noord-Sumatra. In totaal ging het om zo'n tienduizend man. Zij veroverden snel grote delen van de noordoostkust en trokken daarna landinwaarts. De Japanse strijdkrachten konden bovendien rekenen op luchtsteun. Het was daarom voor Gosenson en Overakker snel duidelijk dat hun missie geen kans van slagen had. Zij gaven zich op 28 maart bij Koetatjane over, waarmee Sumatra geheel in Japanse handen was.
Azië in de Tweede Wereldoorlog · Verovering van Nederlands-Indië door Japan · Japanse bezetting van Nederlands-Indië · Invasie van Sumatra in 1942 · Verovering van Atjeh door Japan · Strijd om Palembang · Slag om Borneo · Slag om Balikpapan · Verovering van Bandjermasin (1942) · Strijd om Tarakan (1942) · Strijd om Tarakan (1945) · Strijd om Borneo (1945) · Strijd om Noord-Borneo · Strijd om Balikpapan (1945) · Slag in de Straat van Soenda · Eerste Slag in de Javazee · Tweede Slag in de Javazee · Slag om Java · Slag in de Straat Badoeng · Strijd om Celebes · Guerrillaoorlog van het Indische leger op Nieuw-Guinea · Overakker-complot · Nederlandse verzets- en guerrillagroeperingen in Nederlands-Indië · Slag bij Straat Makassar · Slag bij Manado · Slag om Ambon · Japanse bezetting van Saparoea · Slag om Timor · Verovering van de Riau-archipel · Aanval op Broome · Laatste vlucht van KNILM PK-AFV  · Strijd om Soerabaja (1945)